# 한국여자축구연맹
한국 여자 축구 연맹은 대한축구협회의 산하연맹으로, 2001년에 설립되었다.

## 조직
- 제5대 회장 오규상 취임

## 주관 대회
- 전국여자축구선수권대회
- WK리그
- U-18 한중일대회

## WK리그팀
- 인천 현대제철
- 화천 KSPO
- 서울시청
- 수원도시공사
- 구미 스포츠토토
- 경주 한수원
- 보은상무
- 창녕 WFC